# Deutsch Magazine
Deutsch Magazine ist ein zunächst zweimonatlich veröffentlichendes Magazin aus dem Art Berlin Verlag. Die erste Ausgabe erschien im August 2003. Inzwischen erscheinen zehn Ausgaben jährlich in einer Auflage von 100.000 Exemplaren. Neben der deutschsprachigen Ausgabe wird auch eine englischsprachige produziert.

## Konzept
„Deutsch Magazine“ ist als Kunst- und Fashion-Galerie in Magazinform konzipiert und versteht sich selbst als „internationales Lifestyle-Magazin, das Themen und Trends aus Mode, Kultur, Kunst, Design, Architektur und Gesellschaft“ beleuchten will. Der titelgebende Begriff Deutsch ist laut Verlag als „Synonym für Weltoffenheit, Pluralismus und Toleranz“ zu verstehen. Der zweite Namensbestandteil ist die englische Übersetzung des deutschen Wortes "Magazin".

## Einzelbelege
1. 1 2 3  "Deutsch Magazine" : Mehr Lifestyle für den Zeitschriftenmarkt. auf: stern.de, 26. August 2003.
2. ↑  Berlin – Stadt des Designs. auf: berlin.de